# Nassarius pulvinaris
Nassarius pulvinaris is een slakkensoort uit de familie van de Nassariidae. De wetenschappelijke naam van de soort is voor het eerst geldig gepubliceerd in 1881 door Martens.